# Xerospermophilus
Xerospermophilus — это род из трибы наземных беличьих Marmotini, представленный в фауне Северной Америке четырьмя видами. Животные обитают в засушливых пустынях и степях на западе Северной Америки от Мексики до Калифорнии и Южной Дакоты.

## Описание

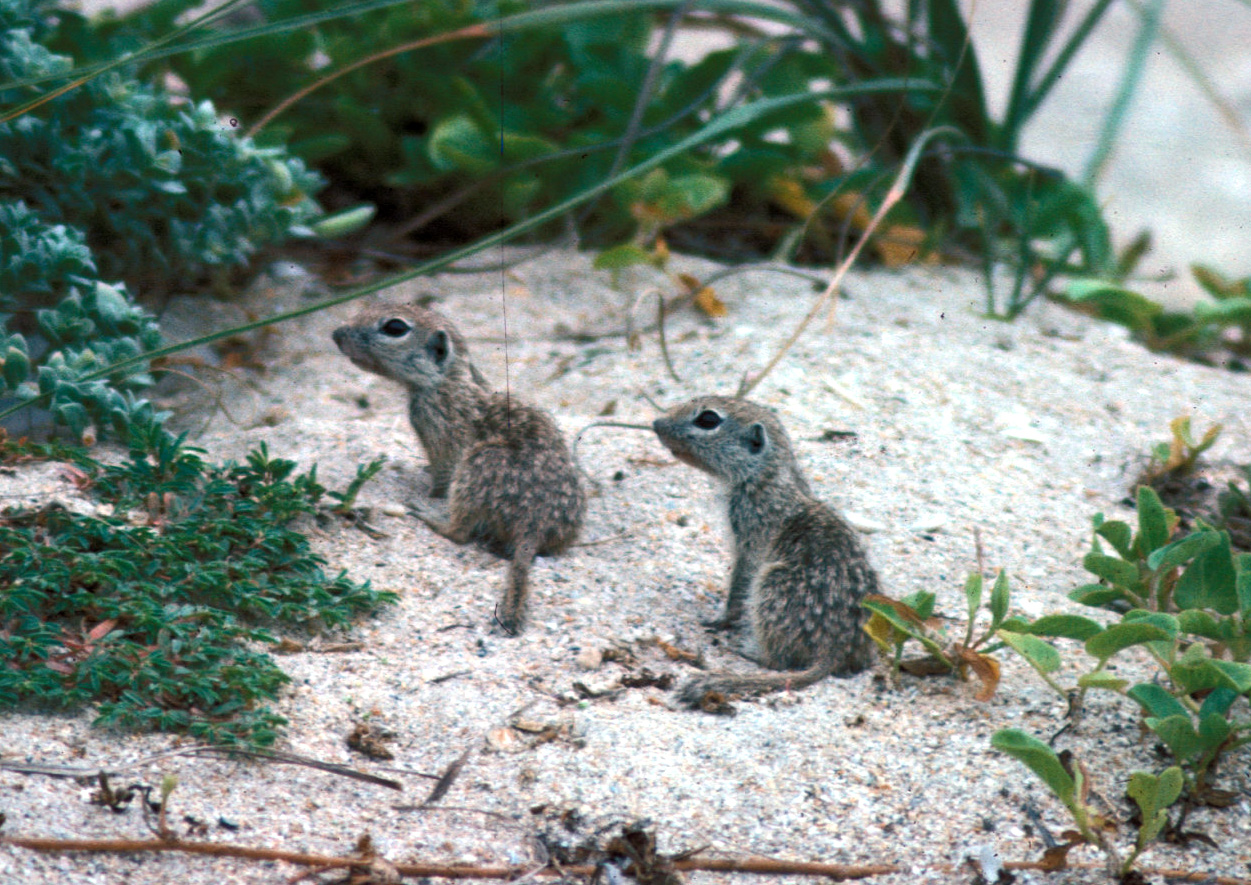
Пятнистый суслик (Xerospermophilus spilosoma)

Виды этого рода напоминают сусликов малого и среднего размера. Длина туловища у них от 21 до 32 сантиметров. Хвост средней длины и довольно тонкий. Его длина составляет от 5,7 до 11,3 см, длина хвоста обычно составляет от 40 до 60% длины тела. Ушные раковины сравнительно большие, длиной от 5 до 10 миллиметров, длина стоп от 31 до 46 миллиметров. Окраска спины от бледно-коричневой до ярко-красновато-коричневой. Мохавеский суслик и голохвостый суслик не имеют каких-либо заметных отметин. Пятнистый суслик и перотеский суслик могут иметь светлые пятна, поэтому раньше их часто относили к подроду (сейчас роду) Ictidomys. Однако, в отличие от них, пятна у видов Xerospermophilus не образуют рядов пятен или полос, у животных также более короткий хвост и более волосатые подошвы. Мех короткий и гладкий. У самок видов Callospermophilus пять пар сосков.
Череп сравнительно изящный и имеет короткую и тупую или умеренно длинную морду, которая не так сильно изогнута вниз, как у видов рода Ictidomys. Череп узкий, Слуховые барабаны относительно большие. Моляры среднего размера и брахиодонтны, то есть с низкой коронкой. Резцы направлены назад (офистодонтия).

## Распространение
Род Xerospermophilus распространён в Северной Америке от юго-запада США до центральной Мексики. Ареал перотеского суслика  ограничен мексиканскими штатами Веракрус и Пуэбла. Мохавеский суслик встречается только в северной пустыне Мохаве южной Калифорнии, а голохвостый суслик встречается в пустынях и степях от южной Невады до юго-восточной Калифорнии и западной Аризоны и на полуострове Нижняя Калифорния и в Сонора в Мексике. В области, перекрывания с ареалом мохавеского суслика, отмечены редкие случаи гибридизации между этими двумя видами в узкой полосе вдоль реки Мохаве. Пятнистый суслик занимает сравнительно большой ареал от северной Мексики, южного и западного Техас, Нью-Мексико, а также восточную и северо-западную Аризону до юго-запада Южной Дакоты.

## Образ жизни
Виды рода обитают в основном в сухих пустынных и степных районах, откуда и получили свое название. Голохвостый суслик, например, встречается преимущественно в районе песчаных дюн и избегает каменистых и скалистых местообитаний, другие виды также предпочитают песчаные районы. Часть районы обитания характеризуются экстремальными температурами, которые очень высокие летом днем, а ночью, особенно зимой, значительно ниже точки замерзания воды. Все виды являются всеядными и питаются в основном семенами, листьями и другой зеленой растительностью, а также насекомыми, хотя в зависимости от сезона они могут специализироваться на особенно обильных источниках пищи. Эти виды живут в норах и обычно ведут одиночный образ жизни. Для голохвостого суслика характерен полуколониальный образ жизни. Известны случаи, когда иживотные этого вида используют норы совместно.

## Систематика
Xerospermophilus — это род из трибы наземных беличьих Marmotini подсемейства Xerinae. Первое научное описание было сделано Клинтоном Хартом Мерриамом в 1892 году как подрод рода сусликов (Spermophilus). Мохавеский суслик был выделен в качестве типового вида. Xerospermophilus соответственно рассматривался как подрод рода сусликов в широком смысле (Spermophilus sensu lato) вместе с другими подродами, которые теперь повышены в таксономическом ранге до рода.
В 2004 году молекулярно-биологические данные подтвердили, что Xerospermophilus является монофилетической группой. Также было, что он является сестринской группой луговых собачек (Cynomys)
, что стало весомым аргументом повышения таксономического статуса до рода. Xerospermophilus и  Cynomys вместе являются сестринской группой по отношению к суслику Франклина (Poliocitellus franklinii), который выделен в монотипический род Poliocitellus.
Существует четыре вида этого рода:
- Мохавеский суслик (Xerospermophilus mohavensis), Калифорния
- Перотеский суслик (Xerospermophilus perotensis), Веракрус, Пуэбла
- Пятнистый суслик (Xerospermophilus spilosoma), Северная Мексика, Техас, Нью-Мексико, Аризона, Колорадо, Канзас
- Голохвостый суслик (Xerospermophilus tereticaudus), Калифорния, Аризона, Нижняя Калифорния, Сонора

Мохавеский суслик и голохвостый суслик уже относились к подроду Xerospermophilus, но перотеский и пятнистый суслики относились к подроду Ictidomys, который теперь также считается отдельным родом.
В филогенетическом исследовании Х. Фернандеса с соавторами было показано родство мохавеских сусликов и голохвостых сусликов с одной стороны, и перотеских сусликов и пятнистых сусликов с другой, вместе две эти родственные группы составляют род Xerospermophilus.
Название Xerospermophilus происходит от греческих слов «xeros» — «сухой» (характеризует биотопы), «spermatos» — «семя» и «phileo» — «любовь», что примерно означает «любитель семян, обитающий в сухих местах».

## Воздействие и защита
И пятнистый суслик, и голохвостый суслик классифицируются Международным союзом охраны природы и природных ресурсов (МСОП) как «вызывающие наименьшие опасения» из-за их сравнительно больших ареалов и стабильных численности.  Площадь местообитаний мохавеского суслика составляет менее 20 000 км2 и этот вид классифицируется как "близкий к уязвимому положению" (NT), перотский суслик  считается находящимся под угрозой исчезновения (EN) из-за еще меньшей площади его мест обитания.